# Vasilij Danilovič Pojarkov
Vasilij Danilovič Pojarkov (rusky Василий Данилович Поярков, do 1610 – po 1668) byl ruský průkopník a kozácký ataman, který se podílel se na připojení Poamuří k Rusku.

## Život
Pojarkov pocházel ze služebných lidí (служилых людей) v městě Kašin u Tveru. Od roku 1630 sloužil na Sibiři. Začátkem 40. let 17. století sloužil v Jakutsku jako pismennyj golova (письменный голова, pomocník vojevody pro administrativu). 
Roku 1643 byl jakutským vojevodou pověřen velením nad výpravou do Poamuří, jeho oddíl měl 133 kozáků vyzbrojených píšťalami a jedním dělem. Na cestu vyrazil v polovině července 1643, s oddílem plul po Leně, poté na jih po jejím přítoku Aldanu a pak po Učuru a Gonamu, zde se postup kozáků zpomalil, protože řeka byla nesjízdná. Po nástupu mrazů nechal část oddílu přezimovat na Gonamu s většinou zásob a s 90 kozáky postupoval přes Stanové pohoří.
Překročil hory a v polovině prosince 1643 se na horním toku Zeji setkal s domorodými zemědělskými Daury. Požadoval po nich daň jasak, poddanství a potraviny; postupoval však rázně až krutě a záhy se s nimi dostal do konfliktu. Od začátku ledna 1644 byl jimi obležen ve svém zimovišti. Kozáci se ubránili daurským útokům, ale došly jim potraviny, takže se živili kůrou, kořínky a dokonce těly padlých, což domorodce šokovalo. V květnu 1644 se K Pojarkovým mužům připojila skupina z Gonamu, poté početnost oddílu dosáhla méně než stovky mužů. Kozáci si postavili lodě a popluli po Zeje na Amur.
Ďučeři žijící podél Amuru byli nepřátelští, pobili dvacetičlenný kozácký předvoj, Pojarkov proto rozhodl nezdržovat se v jejich zemi a plul po proudu k ústí Amuru, kde přezimoval v zemi Giljaků. Vymohl od nich jasak a na jaře 1645 vyplul na sever podél pobřeží Ochotského moře. Po třech měsících dorazil přezimoval v ústí řeky Ulči, vybral jasak od místních domorodců a přes hory se se zbývajícími dvaapadesáti kozáky se na jaře 1646 vrátil do Jakutska.
Poté do roku 1648 sloužil v Jakutsku, načež se vrátil do Moskvy. V různých funkcích, včetně vojevody, je připomínán až do roku 1668. 
Pojarkovova výprava přinesla ruským úřadům mnoho nových informací o geografických, hospodářských a politických poměrech v Poamuří, nicméně jeho konfliktní a kruté chování vůči domorodcům – ačkoliv měl nakázáno chovat se mírně a místním lidem neubližovat – vyneslo Rusům u amurských kmenů nepřátelství a velmi špatnou pověst, kterou o několik let později ještě podpořil neméně surový Jerofej Chabarov.